# Améné-Saaba
Ne doit pas être confondu avec Améné-Mossi.
Améné-Saaba, également orthographié Amné-Saaba, est une localité située dans le département de Koumbri de la province du Yatenga dans la région Nord au Burkina Faso.

## Santé et éducation
Améné-Saaba accueille un centre de santé et de promotion sociale (CSPS) tandis que le centre hospitalier régional (CHR) se trouve à Ouahigouya.
Le village possède une école primaire publique.